# Festival Internacional de Cinema de Berlim 1961
A 11ª edição anual do Festival Internacional de Cinema de Berlim foi realizado entre os dias 23 de junho a 4 de julho de 1961. O Urso de Ouro foi concedido ao filme italiano La notte, dirigido por Michelangelo Antonioni.

## Júri
As seguintes pessoas foram anunciados como jurados do festival:
- James Quinn (chefe do júri)
- France Roche
- Marc Turfkruyer
- Satyajit Ray
- Gian Luigi Rondi
- Hirosugu Ozaki
- Nicholas Ray
- Falk Harnack
- Hans Schaarwächter

## Filmes em competição
Os seguintes filmes competiram pelo prêmio Urso de Ouro:
| † | Vencedor do prêmio principal de melhor filme em sua seção |
| Título                        | Diretor(es)                               | País           |
| ----------------------------- | ----------------------------------------- | -------------- |
| A Morte Comanda o Cangaço     | Carlos Coimbra e Walter Guimares Motta    | Brasil         |
| El morahekate                 | Ahmed Diaa Eddine                         | Egito          |
| Amélie ou le temps d'aimer    | Michel Drach                              | França         |
| Antigoni                      | Yorgos Javellas                           | Grécia         |
| Anuradha                      | Hrishikesh Mukherjee                      | Índia          |
| Das Wunder des Malachias      | Bernhard Wicki                            | Áustria        |
| Die Ehe des Herrn Mississippi | Kurt Hoffmann                             | Alemanha       |
| I faresonen                   | Bjørn Breigutu                            | Noruega        |
| Kırık Çanaklar                | Memduh Ün                                 | Turquia        |
| L'Amant de cinq jours         | Philippe de Broca                         | França         |
| L'assassino                   | Elio Petri                                | França Itália  |
| La notte                      | Michelangelo Antonioni                    | Itália         |
| La patota                     | Daniel Tinayre                            | Argentina      |
| Los jóvenes                   | Luis Alcoriza                             | México         |
| Mabu                          | Dae-jin Kang                              | Coreia do Sul  |
| Macbeth                       | George Schaefer                           | Estados Unidos |
| Makkers Staakt uw Wild Geraas | Fons Rademakers                           | Países Baixos  |
| No Love for Johnnie           | Ralph Thomas                              | Reino Unido    |
| Prae dum                      | Rattana Pestonji e Ratanavadi Ratanabhand | Tailândia      |
| Question 7                    | Stuart Rosenberg                          | Estados Unidos |
| Romanoff and Juliet           | Peter Ustinov                             | Estados Unidos |
| The Pleasure of His Company   | George Seaton                             | Estados Unidos |
| Traumland der Sehnsucht       | Wolfgang Müller-Sehn                      | Grécia         |
| Tulipunainen kyyhkynen        | Matti Kassil                              | Finlandia      |
| Two Loves                     | Charles Walters                           | Estados Unidos |
| Une femme est une femme       | Jean-Luc Godard                           | França         |
| Warui yatsu hodo yoku nemuru  | Akira Kurosawa                            | Japão          |
| Yi wan si qian ge zheng ren   | Wang Hao                                  | China          |

## Prêmios
Os seguintes prêmios foram concedidos pelo júri:
- Urso de Ouro: La notte por Michelangelo Antonioni
- Urso de Prata de Melhor Diretor: Bernhard Wicki por Das Wunder des Malachias
- Urso de Prata de Melhor Atriz: Anna Karina por Une femme est une femme
- Urso de Prata de Melhor Ator: Peter Finch por No Love for Johnnie
- Prêmio Extraordinário do Urso de Prata:
  - Mabu por Dae-jin Kang
  - Une femme est une femme por Jean-Luc Godard
- Urso de Prata: Makkers Staakt uw Wild Geraas por Fons Rademakers
- Prêmio de Filme Juvenil
  - Melhor Curta-metragem: De lage landen por George Sluizer
  - Melhor Documentário: Description d'un combat por Chris Marker
  - Melhor Longa Metragem: Question 7 por Stuart Rosenberg
- Prêmio de Filme Juvenil – Menção Honrosa
  - Melhor Curta-metragem: Gesicht von der Stange? por Raimund Ruehl
- Prêmio FIPRESCI
  - La notte por Michelangelo Antonioni
- OCIC Award
  - Question 7 por Stuart Rosenberg
- Prêmio C.I.D.A.L.C.
  - La patota por Daniel Tinayre